# NGC 1616
NGC 1616 је спирална галаксија у сазвежђу Длето која се налази на NGC листи објеката дубоког неба.
Деклинација објекта је - 43° 42' 54" а ректасцензија 4h 32m 41,9s. Привидна величина (магнитуда) објекта NGC 1616 износи 12,5 а фотографска магнитуда 13,3. Налази се на удаљености од 58,120 милиона парсека од Сунца. NGC 1616 је још познат и под ознакама ESO 251-10, MCG -7-10-13, AM 0431-434, IRAS 04311-4349, PGC 15479.